# District de Tando Muhammad Khan
Le district de Tando Muhammad Khan (en ourdou : ضلع ٹنڈو محمد خان) est une subdivision administrative de la province du Sind au Pakistan. Proche d'Hyderabad, le district est créé en 2005 et sa capitale est Tando Muhammad Khan.
Le district compte près de 700 000 habitants en 2017. La population, qui parle essentiellement sindhi, est surtout rurale et vit de l'agriculture. Le district est pauvre et peu développé. C'est par ailleurs un fief du Parti du peuple pakistanais.

## Histoire

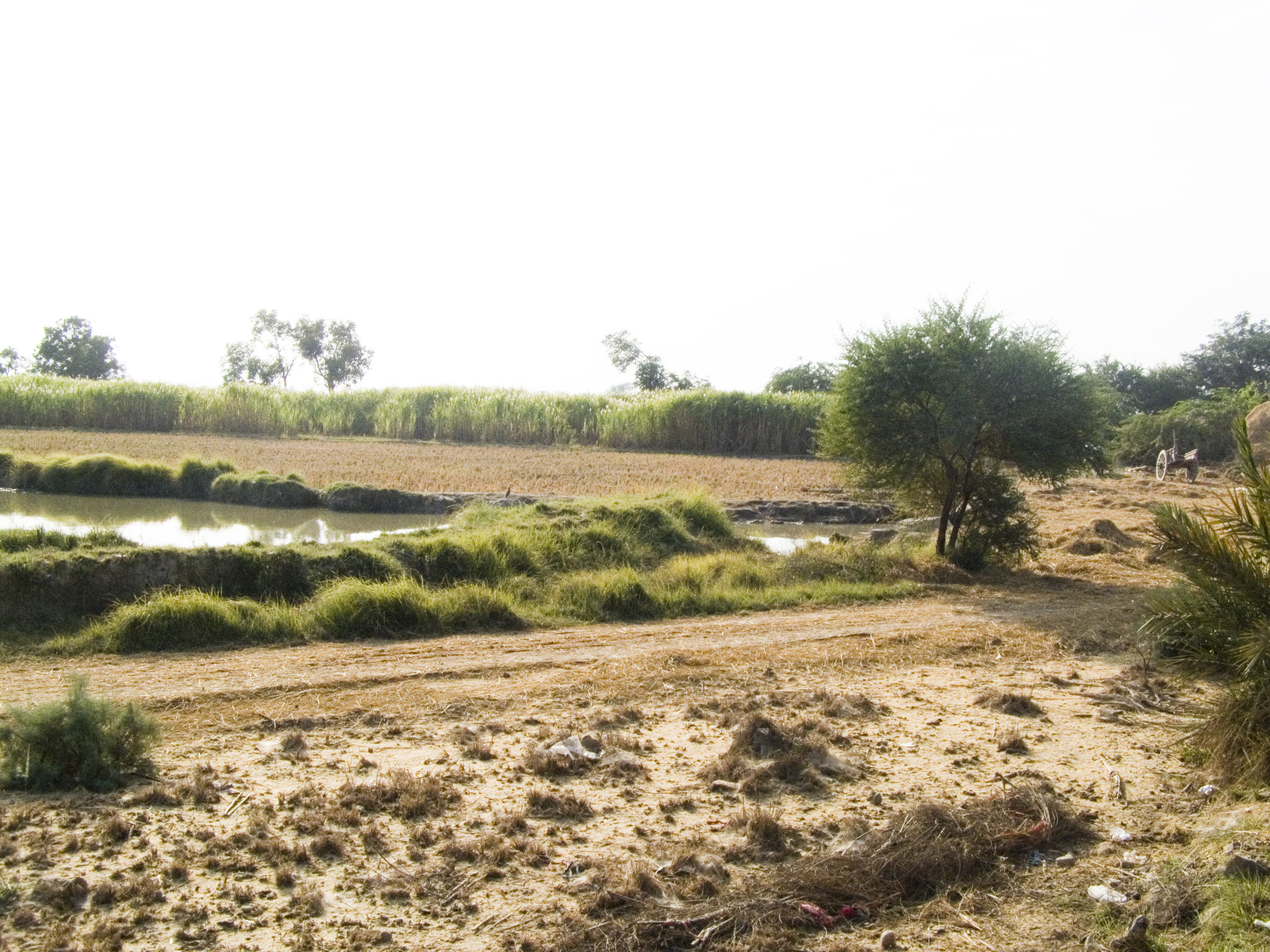
Des terres cultivées dans le district.

La région de Tando Muhammad Khan a été sous la domination de diverses puissances au cours de l'histoire, notamment le Sultanat de Delhi puis l'Empire moghol, avant d'être est intégrée au Raj britannique en 1858. La population majoritairement musulmane a soutenu la création du Pakistan en 1947.
Le district a été créé en 2005 en amputant le district d'Hyderabad, voisin.

## Démographie
Lors du recensement de 1998, la population des tehsils qui constitueront plus tard le district a été évaluée à 438 624 personnes, dont environ 23 % d'urbains.
Le recensement suivant mené en 2017 pointe une population de 677 228 habitants, soit une croissance annuelle de 2,3 %, un peu inférieure aux moyennes nationale et provinciale de 2,4 %. Le taux d'urbanisation baisse un peu pour s'établir à 21 %.
La langue la plus parlée du district est de loin le sindhi, pour près de 91 % des habitants, selon le recensement de 1998. Des petites minorités parlent toutefois ourdou (3 %) et pendjabi (2 %). Le district compte quelques minorités religieuses, soit 3 % d'hindous et 0,5 % de chrétiens.

## Administration

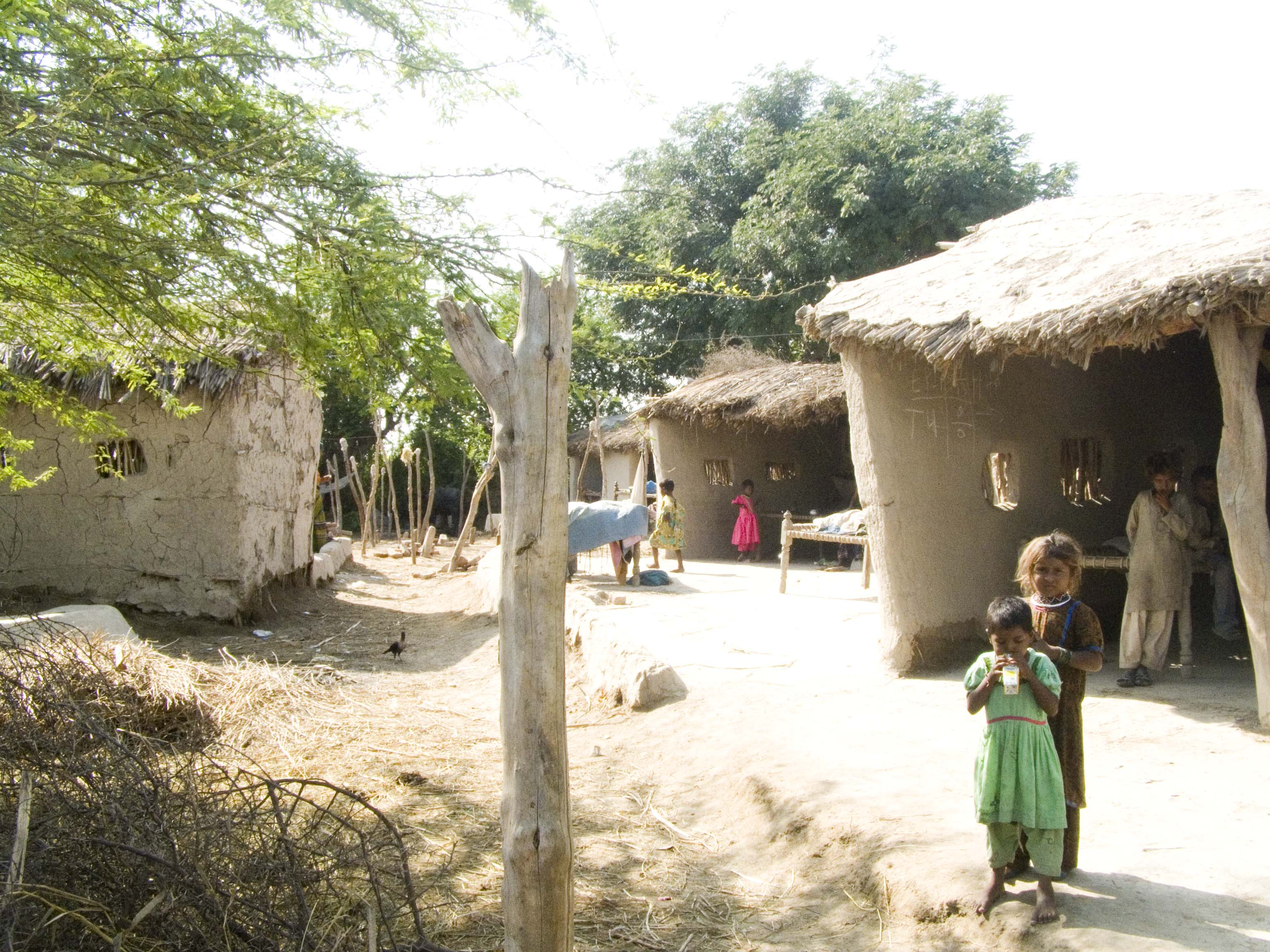
Le village de Rano Kolhi, dans le district.

Le district est divisé en trois tehsils ainsi que 28 Union Councils.
| Tehsil              | Population (rec. 2017) |
| ------------------- | ---------------------- |
| Bulri Shah Karim    | 236 913                |
| Tando Ghulam Hyder  | 184 653                |
| Tando Muhammad Khan | 255 662                |

Seules deux villes du district comptent plus de 20 000 habitants, selon le recensement de 2017. Il s'agit de la capitale Tando Muhammad Khan, qui rassemble près de 15 % des habitants du district et 72 % de sa population urbaine, ainsi que de Tando Ghulam Hyder.
| Ville               | Population (rec. 2017) |
| ------------------- | ---------------------- |
| Tando Muhammad Khan | 101 863                |
| Tando Ghulam Hyder  | 33 805                 |

## Économie et éducation

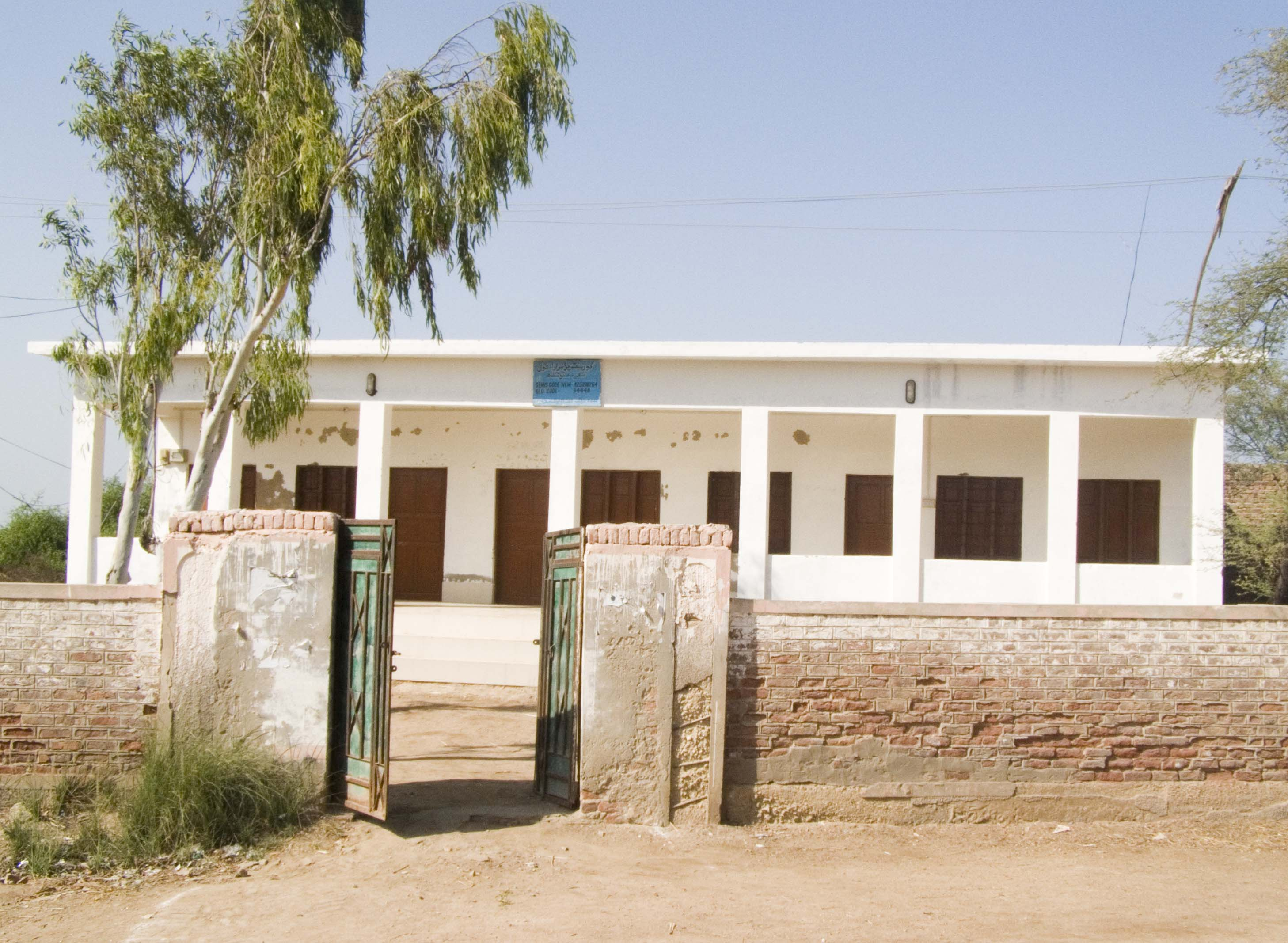
École primaire de Matto Shah.

Tando Muhammad Khan est un petit district peu développé, malgré sa proximité avec Hyderabad, deuxième ville de la province du Sind. Surtout ruraux, les habitants vivent principalement de l'agriculture. La capitale Tando Muhammad Khan est desservie par des routes secondaires et surtout par le train, étant située sur la ligne de chemin de fer Hyderabad-Badin.
Selon un classement national de la qualité de l'éducation, le district se situe bien en dessous dans la médiane du pays, avec une note de 47 sur 100 et une égalité entre filles et garçons de 64 %. Il est classé 115e sur 141 districts au niveau des résultats scolaires et 93e sur 155 au niveau de la qualité des infrastructures des établissements du primaire.

## Politique
À la suite de la réforme électorale de 2018, le district est représenté par la circonscription no 228 à l'Assemblée nationale ainsi que les deux circonscriptions no 68 et 69 de l'Assemblée provinciale du Sind. Lors des élections législatives de 2018, elles sont toutes remportées par des membres du Parti du peuple pakistanais.
| Parti                                      | Voix (national) | %       | Élus nationaux | Élus provinciaux |
| ------------------------------------------ | --------------- | ------- | -------------- | ---------------- |
| Parti du peuple pakistanais                | 76 077          | 54,30 % | 1              | 2                |
| Grande alliance démocratique               | 45 169          | 32,24 % | 0              | 0                |
| Mouvement du Pakistan pour la justice      | 15 450          | 11,03 % | 0              | 0                |
| Autres partis                              | 2 230           | 1,59 %  | 0              | 0                |
| Indépendants                               | 1 178           | 0,84 %  | 0              | 0                |
| Total exprimés (participation : 53,51 %)   | 140 104         | 100 %   | 1              | 2                |
| Source : Commission électorale du Pakistan |                 |         |                |                  |